# 이용기 (축구인)
이용기(1985년 5월 30일 ~ )는 제주도출신이며 한천초등학교 제주중학교 한림공업고등하교 출신 

## 축구인 경력

### 선수 경력
2009 K리그 드래프트를 통해 경남 FC에 입단하였다. 두 시즌만에 데뷔전을 치른 이용기는 2010 시즌 리그 16경기에 출전하였다.
2011 시즌 4월 24일과 30일 K리그 사상 처음으로 두 경기 연속 자책골을 기록하였다. K리그 승부조작 사건이 터진 이후 승부조작 제의를 받았으나 거절하였다고 밝혀 화제가 되었다.

## 수상

### 클럽

#### 상주 상무
- K리그 챌린지
  - 우승 1회 : 2013